# Wojewódzki Urząd Bezpieczeństwa Publicznego w Katowicach
Wojewódzki Urząd Bezpieczeństwa Publicznego w Katowicach (WUBP Katowice) – jednostka terenowa Ministerstwa Bezpieczeństwa Publicznego, funkcjonująca na terenie województwa katowickiego (od marca 1953: województwa stalinogrodzkiego) w latach 1945-1954 (od powołania samego województwa do czasu zlikwidowania Ministerstwa Bezpieczeństwa Publicznego).
W 1953 roku, na terenie całego kraju, funkcjonowało: 17 WUBP, 2 MUBP na prawach
wojewódzkich (w Warszawie i Łodzi), 14 MUBP, 10 UBP na miasto i powiat (Toruń, Będzin, Bielsko, Bytom, Częstochowa, Gliwice, Radom, Tarnów, Jelenia Góra, Wałbrzych), 265 PUBP, 1 UBP na Nową Hutę i placówki UBP na m.st. Warszawę: UBP Wawer i UBP Włochy.

## Historia
WUBP w Katowicach uczestniczył między innymi w rozbiciu antypolskiej organizacji Czarny Wilk Hubertus.

## Siedziba

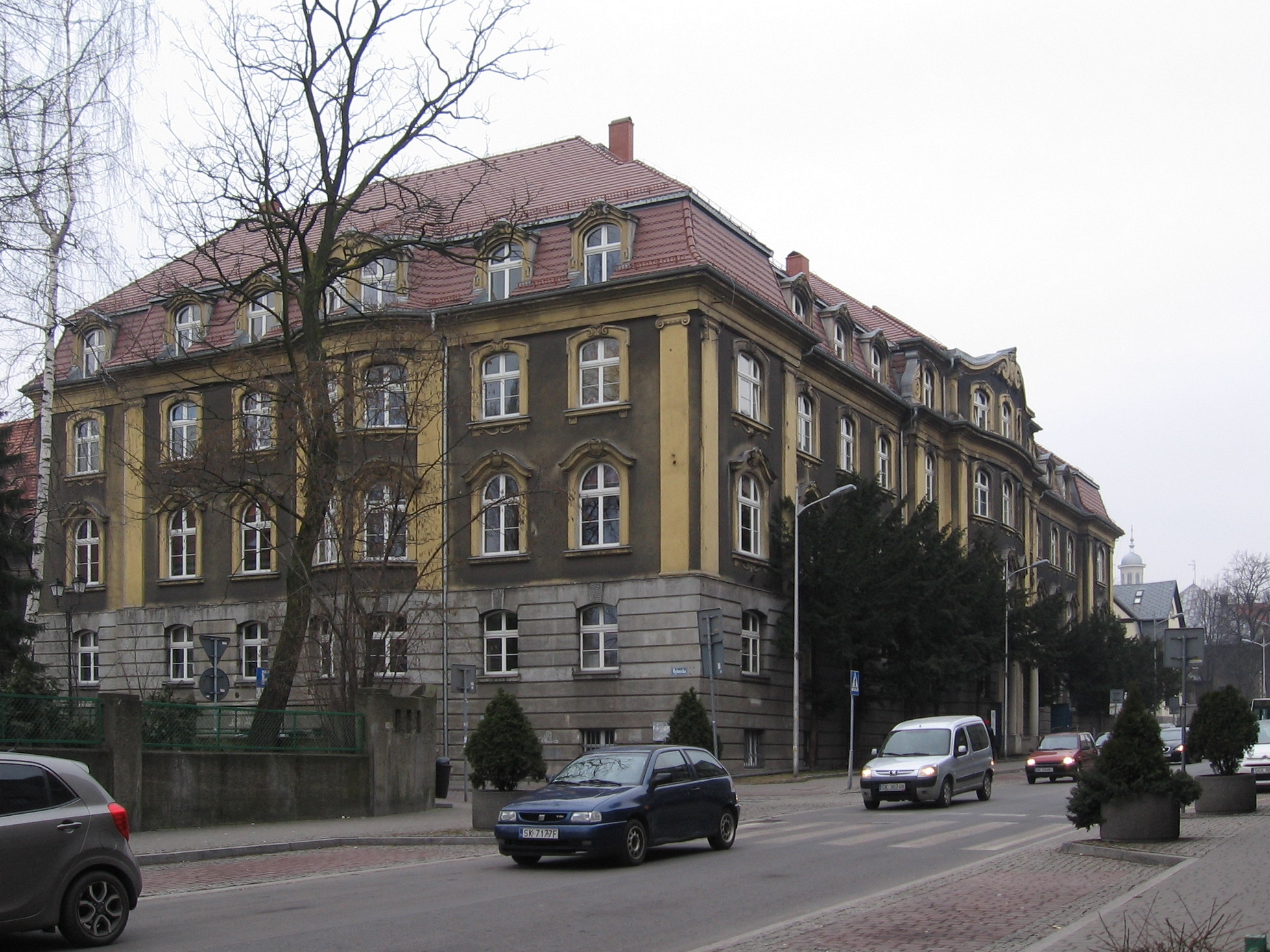
Siedziba Wojewódzkiego Urzędu Bezpieczeństwa Publicznego w Katowicach (2018)

Siedziba WUBP w Katowicach mieściła się w budynku przy ul. Powstańców 31, areszt śledczy przy ul. Mikołowskiej 10a, a siedziba NKWD przy ul. Królowej Jadwigi 10.

## Kierownictwo (szefostwo)
- Kierownicy (szefowie):
  - 1945: Józef Jurkowski (Jungman)
  - 1946-1947: Józef Kratko
  - 1947-1948: Stefan Antosiewicz
  - 1949-1951: Eugeniusz Dowkan
  - 1951: Antoni Punda
  - 1951-1954: Józef Jurkowski (Jungman)
- Zastępcy kierownika (zastępcy szefa):
  - 1945: Hipolit Duljasz
  - 1945-1946: Henryk Połowniak
  - 1945-1946: Józef Pluta
  - 1946-1952: Marek Fink
  - 1951-1954: Daniel Piękniewski
  - 1952-1954: Ludwik Serkowski

## Struktura organizacyjna
- Wydział Kadr
- Wydział I (kontrwywiad)
- Wydział II (ewidencja i technika operacyjna)
- Wydział III (walka z podziemiem)
- Wydział IV (ochrona gospodarki)
- Wydział V(kontrola organizacji politycznych, społecznych i kościoła)
- Wydział Więzień i Obozów
- Wydział A (obserwacja zewnętrzna)
- Wydział W (lustracja korespondencji)
- Wydział VI (walka z kościołem katolickim i innymi związkami wyznaniowymi)
- Wydział VII (śledczy)
- Wydział VIII (komunikacja w tym żegluga morska)
- Wydział IX (ochrona przemysłu ciężkiego)
- Wydział IX "G" (Górniczy)
- Wydział Górniczo-Hutniczy
- Wydział X (kontrola PZPR)
- Wydział Cenzury Zagranicznej
- Wydział Gospodarczy
- Wydział Służby Zdrowia